# Harmon (Illinois)
Harmon es una villa ubicada en el condado de Lee en el estado estadounidense de Illinois. En el Censo de 2010 tenía una población de 120 habitantes y una densidad poblacional de 317,34 personas por km².

## Geografía
Harmon se encuentra ubicada en las coordenadas 41°43′10″N 89°33′22″O / 41.71944, -89.55611. Según la Oficina del Censo de los Estados Unidos, Harmon tiene una superficie total de 0.38 km², de la cual 0.38 km² corresponden a tierra firme y (0%) 0 km² es agua.

## Demografía
Según el censo de 2010, había 120 personas residiendo en Harmon. La densidad de población era de 317,34 hab./km². De los 120 habitantes, Harmon estaba compuesto por el 95% blancos, el 0% eran afroamericanos, el 0% eran amerindios, el 0% eran asiáticos, el 0% eran isleños del Pacífico, el 1.67% eran de otras razas y el 3.33% pertenecían a dos o más razas. Del total de la población el 5% eran hispanos o latinos de cualquier raza.